# 分離線紋
分離線紋（英語：parting lineation）（也稱為水流線紋） 是指砂粒在砂體（或砂岩）表面上排列成平行線或凹槽。 其線狀結構的方向被用作古水流指標。 分離線紋是一種常見於具有平行層理砂岩表面的沉積構造。由平行的凸脊被凹槽隔開形成。脊的高度很少超過幾個晶粒直徑。從剖面看，凹槽是平底的，而凸脊是圓形的頂。凸脊和凹槽排列錯開成梯形，因此往下游方向，由凸脊進入凹槽，反之亦然。